# Vidovszky László
Vidovszky László (Békéscsaba, 1944. február 25. –) Erkel- és Kossuth-díjas magyar zeneszerző, zenepedagógus.

## Élete, munkássága
Zenei tanulmányait szülővárosában kezdte, majd 1958-tól 1962-ig a szegedi Zeneművészeti Szakiskolában zeneszerzést tanult Szatmári Géza, zongorát pedig Varjú Irma irányításával. 1962–1967 között zeneszerzői tanulmányait Farkas Ferenc irányításával végezte a budapesti Liszt Ferenc Zeneművészeti Főiskolán. 1970-ben féléves UNESCO-ösztöndíj keretében Párizsban, a Groupe de Recherches Musicales tanfolyamát, illetve a Conservatoire-ban Olivier Messiaen zeneszerzés-óráit látogatta.
1970-ben Eötvös Péterrel, Jeney Zoltánnal, Kocsis Zoltánnal, Sáry Lászlóval és Simon Alberttel megalapította az Új Zenei Stúdiót. Az 1974-ben tartott három párizsi koncertjük és első közös kompozíciójuk Sáry Lászlóval és Jeney Zoltánnal (Undisturbed) nagy vitát keltett a magyar zenei életben. Számos hazai és külföldi kortárs mű bemutatásában működött közre itthon és külföldön, a koncerteken zeneszerzőként és előadóként is közreműködve.
1972 és 1984 között a Liszt Ferenc Zeneművészeti Főiskola Zeneiskolai Tanárképző Intézetében tanított zeneelméletet. 1984-től a pécsi Janus Pannonius Tudományegyetem docense, 1993 óta egyetemi tanára, 2011 óta emeritus professzora. 1996-1999 között a Művészeti Kar dékánja. Pécsett akusztikai alapismereteket, zeneszerzést, a 20. századi zene történetét és hangszeres ellenpontot tanít. 1999-től a budapesti Liszt Ferenc Zeneművészeti Egyetem Alkotóművészeti és Zeneelméleti Ismeretek Tanszékén is oktat, zeneszerzést, ellenpontot és számítógépes zeneszerzést.
A Széchenyi Irodalmi és Művészeti Akadémia rendes tagja. 1998-ban elnyerte a Széchenyi professzori ösztöndíjat (1992-ig). 1996-tól az Artisjus választmányi tagja, 1990–1993 és 1995-2004 között a Magyar Zeneszerzők Egyesülete elnökségi tagja, 2004-től az Új Magyar Zene Egyesületének elnöke.
Zeneszerzői munkásságának első időszaka az experimentális zenéhez, illetve az azt képviselő Új Zenei Stúdióhoz kapcsolódik. Kamarazenei és zenekari művek mellett preparált zongorára, számítógépekre is írt darabokat. 1989-1995 között több sorozatot készített MIDI-zongorára. Művei gyakran tartalmaznak audiovizuális elemeket. Kompozíciói – néha rövidségükben is – rendkívül összetettek, monumentális hatásúak, és a hagyományos zenei elemeket egyéniségén átszűrve használja.
1976-tól házastársa Keserü Ilona.

## Elismerései
- Kassák Lajos-díj (1979)
- Erkel Ferenc-díj (1983)
- Bartók–Pásztory-díj (1992)
- Érdemes művész (1996)
- Soros Alkotói díj (2001)
- A Magyar Köztársasági Érdemrend lovagkeresztje (2004)
- Kossuth-díj (2010)
- Pro Civitate díj (2022)[1]
- Pécs díszpolgára (2024)[2]

## Zeneművei
- 1972 – Autokoncert – audiovizuális mű  ISWC T-007.017.749-9
- 1972 – Kettős – két preparált zongorára
- 1972 – 405 – preparált zongorára és kamaraegyüttesre ISWC T-007.142.116-3
- 1974 – Undisturbed – közös mű Jeney Zoltánnal és Sáry Lászlóval
- 1975 – Hommage à Kurtág – közös mű Eötvös Péterrel, Jeney Zoltánnal, Kocsis Zoltánnal és Sáry Lászlóval
- 1975 – Schroeder halála – zongorára és 2–3 asszisztensre
- 1980 – Hang-Szín-Tér – 127 festett sípra (Keserü Ilonával)
- 1980 – Találkozás (Nádas Péter tragédiájához)
- 1981 – Nárcisz és Echó – opera egy felvonásban
- 1983 – Romantikus olvasmányok – zenekarra
- 1985 – Romantikus olvasmányok No. 2 – zenekarra
- 1989 – Etűdök MIDI-zongorára I–IV. füzet
- 1989 – German Dances – vonósnégyesre
- 1989 – Tizenkét duó – hegedűre és brácsára
- 1989 – Soft Errors – kamaraegyüttesre
- 1989 – Gépmenyasszonytánczene – MIDI-zongorára
- 1990 – NaNe audio-videojátékok számítógépre
- 1992 – Zene a sevillai világkiállítás magyar pavilonja számára (Jeney Zoltánnal)
- 1993 – Praeludium & Walzer – két zongorára
- 1995 – Ady: A fekete zongora – MIDI-zongorára és zenekarra T-007.031.567-1
- 1996 – Kilenc kis Kurtág-köszöntő korál – egy vagy két zongorára
- 1997 – Black Quartet – ütőhangszerekre ISWC T-007.017.751-3
- 1998 – Machaut követése I–III. – énekhangra és három szabadon választható hangszerre
- 2000 – Zwölf Streichquartette – vonósnégyesre
- 2001 – I. hegedű-rádió szonáta
- 2005 – The Death in my Viola – brácsára és kamaraegyüttesre
- 2005 – Orkesztrion
- 2007 – ASCH – vonóshatosra
- 2007 – Páros – hegedűre és csellóra
- 2007 – Kilenc Kurtág-köszöntő korál kiszenekarra
- 2007 – ASCH
- 2008 – II. hegedű-rádió szonáta
- 2011 – Reverb – zongorára és vonósnégyesre
- 2012 – Le piano et ses doubles – zongorára és billentyűs hangszerekre
- 2015 – Blue Waves – hegedűre, csellóra és zongorára

## Diszkográfia

### Zeneszerzőként
- Vidovszky László: Etűdök MIDI-zongorára. BMC Records, BMC CD 014
- Vidovszky László: Zwölf Streichquartette; Twelve duos. BMC Records, BMC CD 075
- Versus No 2. HCD 31785
- Schroeder halála. Hungaroton, SLPX 12063; Edition Zeitklang 4032824000023
- Kettős. Hungaroton, SLPX 12284
- Szent Miklós játékok. Hungaroton, HCD 12887-88
- Kortárs magyar zene fagottra és zongorára. Hungaroton, HCD 31725
- Solos – XX. századi magyar kompozíciók szóló fuvolára. Hungaroton, HCD 31785
- Magyar hangtájak II. HEAR Studio-Hung. Rad., HEAR 104
- Vékony Ildikó: Szálkák. BMC Records, BMC CD046
- Trio Lignum: Offertorium. BMC Records, BMC CD 090
- Music Colours – Hungarian Contemporary Music (1989–2004). BMC HMIC, BMC PCD 015
- A 70-es évek kortárs magyar szerzőinek közös művei. BMC Records, BMC CD 116

### Közreműködőként
- Mai magyar cimbalomművek. Hungaroton, SLPX 11899
- Eötvös Péter: Tücsökzene; A szél szekvenciái. Hungaroton, SLPX 12602
- Jeney Zoltán: Alef – Hommage á Schönberg; Apollóhoz; Cantos para todos; 12 dal. Hungaroton, HCD 31653
- Sáry László: Az idő szava; Az ismétlődő ötös; stb. Hungaroton, HCD 31643
- John Cage: Harminc darab öt zenekarra; Zene zongorára. Hungaroton, HCD 12893
- Psy: A cimbalom varázsa. Hungaroton, HCD 32015
- Sáry László: Ütőhangszeres kompozíciók. Hungaroton, HCD 32179